# متلازمة وهم كوتار
متلازمة وهم كوتار، متلازمة كوتار، أو متلازمة الجثة المتحركة أو متلازمة الجثمان السائر (بالإنجليزية: Cotard delusion)‏ هي اضطراب نفسي نادر يتوهم المصاب به بأنه ميِّت (مجازيًّا أو حرفيًّا)، غير موجود، متعفن أو فقد دماءه أو أعضاءه الداخلية. وفي حالات نادرة يتوهم المصاب بالخلود. تحدث متلازمة الجثمان السائر عادةً للأشخاص الذين يعانون من اضطرابات نفسية أخرى مثل الفصام أو الاضطراب ثنائي القطب، وفي بعض الأحيان جرّاء صدمات نفسية أو إصابات جسدية كحوادث السير وغيرها.

## التاريخ
سُميت هذه المتلازمة بهذا الاسم نسبةً إلى طبيب الأمراض العصبية الفرنسي جول كوتار  الذي يُعتبر أول من اكتشفها وسماها بـ (هذيان النفي) أو (هذيان الإنكار) حيث كان يقوم بمعالجة مريضة لديه رّمز لها بالإسم المستعار (السيدة إكس) (Mademoiselle X) والتي كانت تؤمن بأن هناك لعنة أصابتها بحيث أنكرت وجود أعضاء كثيرة من جسمها وأنها لا تحتاج للطعام. وقد تُوفيت هذه السيدة نتيجة الجوع الشديد.
وفي إحدى محاضراته في باريس سنة 1882. وصف المتلازمة بأنها متفاوتة الشدة، من خفيفة إلى حادة بحيث يشعر المريض المصاب بالحالة الخفيفة باليأس وكُره الذات وفي الحالة الحادة بالأوهام الشديدة والاكتئاب المزمن.

## العلامات والأعراض
العَرض الرئيس في متلازمة الجثمان السائر هو «وهم الإنكار» فالمصابون بهذه المتلازمة غالبًا ما ينكرون وجودهم أو وجود جزء معين من أجسادهم. تم اكتشاف ثلاثة مراحل مختلفة لهذه المتلازمة.
- النشوء: يبدي المرضى في هذه المرحلة اكتئاب ذهاني ووساوس مرضية لا وجود لها من الاساس.
- التفتح: تشخص هذه المرحلة بتطور كامل للمتلازمة ووهم الانكار.
- مزمن: تشخص هذه المرحلة بأوهام شديدة واكتئاب مزمن.

الأشخاص المصابون بهذه المتلازمة عادةً ما يصبحون منعزلين عن الآخرين ويميلون إلى إهمال نظافتهم الشخصية وسلامتهم. مع مرور فترة من الزمن يؤدي هذا الوهم إلى استحالة الإحساس بالواقع بالنسبة للمرضى، مما يؤدي إلى تكون صورة مشوهة جداً عن العالم. كثيرًا ما يتواجد هذا الوهم لدى مرضى الذهان الذين يعانون من الفصام. بينما متلازمة الجثمان السائر لا تستدعي بالضرورة وجود هلوسات ولكن الأوهام القوية يمكن مقارنتها مع تلك الموجودة لدى مرضى الفصام.

### الواقع المشوه
وصف الباحثان يونغ وليفهيد حالة معاصرة لمريض تعرض لإصابة دماغية إثر حادث دراجة نارية. أعراض المريض حدثت ضمن إطار الشعور بعدم الواقعية والموت. وفي يناير 1990، بعد خروجه من المستشفى في إدنبرة، أخذته أمه إلى جنوب أفريقيا حيث كان مقتنعاً بأنه ميت وتم أخذه إلى جهنم (الذي أكد ذلك له هو درجات الحرارة هناك)، وبأنه قد مات إثر تسمم الدم (الذي شكل خطوره عليه في بداية تعافيه) أو إثر مرض نقص المناعة المكتسبة (كان قد قرأ سابقاً أثناء وجوده في إدنبرة قصة عن شخص كان مصاباً بنقص المناعة المكتسبة ومات جرّاء تسمم الدم) وأن روح أمه كانت معه بينما هي بالواقع نائمة في اسكتلندا.

## العلاج
هناك العديد من التقارير التي تحدثت عن نجاح العلاج بالدواء. فمضادات الاكتئاب ومضادات الذهان ومثبتات المزاج النفسي تستخدم للعلاج، أيضاً المزج بين العلاج بالصدمات الكهربائية والعلاج بالأدوية جاءت بنتائج إيجابية.